# Something Big
"Something Big" é uma canção do cantor e compositor canadense  Shawn Mendes, servindo como segundo single do álbum Handwritten (2014). A canção foi lançada em 7 de novembro de 2014; e atingiu o topo dos charts do Canadá e entrou no top 80 da Billboard Hot 100.

## Vídeo clipe
O clipe da canção estreou em 11 de novembro de 2014 na Vevo e no YouTube. No clipe, Mendes anda por uma rua cantando a canção, onde ao poucos várias pessoas se juntam a ele, até que tudo vira uma grande festa com direito a coreografia, banda, futebol americano, etc.

## Desempenho nas tabelas musicais
A canção debutou na Billboard Hot 100, principal parada de singles dos Estados Unidos, na posição de número 92, no dia 22 de novembro de 2014; e reentrou em 10 de janeiro de 2015 na mesma posição e logo depois subindo até a posição de número 80, em 17 de janeiro do mesmo ano.

## Tabelas musicais
| Tabela (2014–15)                          | Melhor Posição |
| ----------------------------------------- | -------------- |
| Canadá (Canadian Hot 100)                 | 11             |
| Canadá (Billboard AC)                     | 11             |
| Canadá (Billboard CHR/Top 40)             | 6              |
| Canadá (Billboard Hot AC)                 | 5              |
| República Checa (Singles Digitál Top 100) | 69             |
| Escócia (Scottish Singles Chart)          | 52             |
| Eslováquia (Singles Digitál Top 100)      | 66             |
| UK Singles (Official Charts Company)      | 109            |
| Estados Unidos (Billboard Hot 100)        | 80             |

### Certificações
| País           | Certificador | Certificações | Vendas    |
| -------------- | ------------ | ------------- | --------- |
| Canadá         | Music Canada | Platina       | 80,000    |
| Estados Unidos | (RIAA)       | Platina       | 1,000,000 |

## Histórico de lançamento
| Região      | Data                  | Formato          | Gravadora |
| ----------- | --------------------- | ---------------- | --------- |
| Irlanda     | 23 de janeiro de 2015 | Download digital | Island    |
| Reino Unido | 23 de janeiro de 2015 | Download digital | Island    |